# Saint-Cyr-sur-Mer
 Saint-Cyr-sur-Mer  (en occitano Sant Ceri de Mar) es una población y comuna francesa, que se encuentra en la región de Provenza-Alpes-Costa Azul, departamento de Var, en el distrito de Toulon y cantón de Le Beausset.

## Demografía
| 3000 | 4126 | 4728 | 5685 | 7033 | 8898 |
| Para los censos de 1962 a 1999 la población legal corresponde a la población sin duplicidades (Fuente: INSEE [Consultar]) |      |      |      |      |      |